# Скално светилище Каменна могила
Скално светилище Каменна могила се намира на 3,2 km по права линия южно от село Хлябово, област Хасково. Мегалитното съоръжение е високо 2.2 m, широко 2.1 m и дълго 3.2 m, съставено от четири камъка, наподобяващи трилит, положен върху хоризонтална плоча. Съоръжението е документирано в „мегалитна среда“, сред останки от скални издълбавания, могили и други съоръжения. Два от мегалитите са позиционирани така, че да формират характерен процеп ориентиран север-юг.

## Описание и особености
На около 3,2 km южно от с. Хлябово и на около 3,3 km югоизточно от долмена в м. Нъчеви чаири се намира могилният некропол, който е разположен на нисък сакарски рът – запазени са около три каменни могили и се наблюдават следи от други разрушени такива.
Западно от този некропол и източно от с. Българска поляна е разположен и друг некропол в м. Мастиеви могили, където са запазени две могили с насип от ломен камък и височина около 1,5 m.
На 10 км южно от Тополовград, върху издигаща се на около 60 см над околния терен хоризонтална скала от едрозърнест гранит, са издялани 34 дупки с диаметър от 3 до 9 см (т.нар. „пиленца“) и една централна с диаметър 17 и дълбочина 12 см (т.нар. „квачка“). Някои от дупките образуват редици, ориентирани в характерни географски
посоки. Предназначението на този добре запазен паметник остава неясно.
Светилището се намира в район богат на мегалитни съоръжения – долмените от местностите Бяла трева (1,4 km юг-югозапад), Мангъра (3,5 km юг-югоизток), Клифтинова нива, Авджика (1,2 km северно в посока Хлябово); кромлехът до с. Хлябово, светилище Големият кайряк, Протодолмен в местността „Карауланска (Караулска) река“, Светилището на крепостта Палеокастро и скалният обект „Квачката“.